# Jerzy Artysz

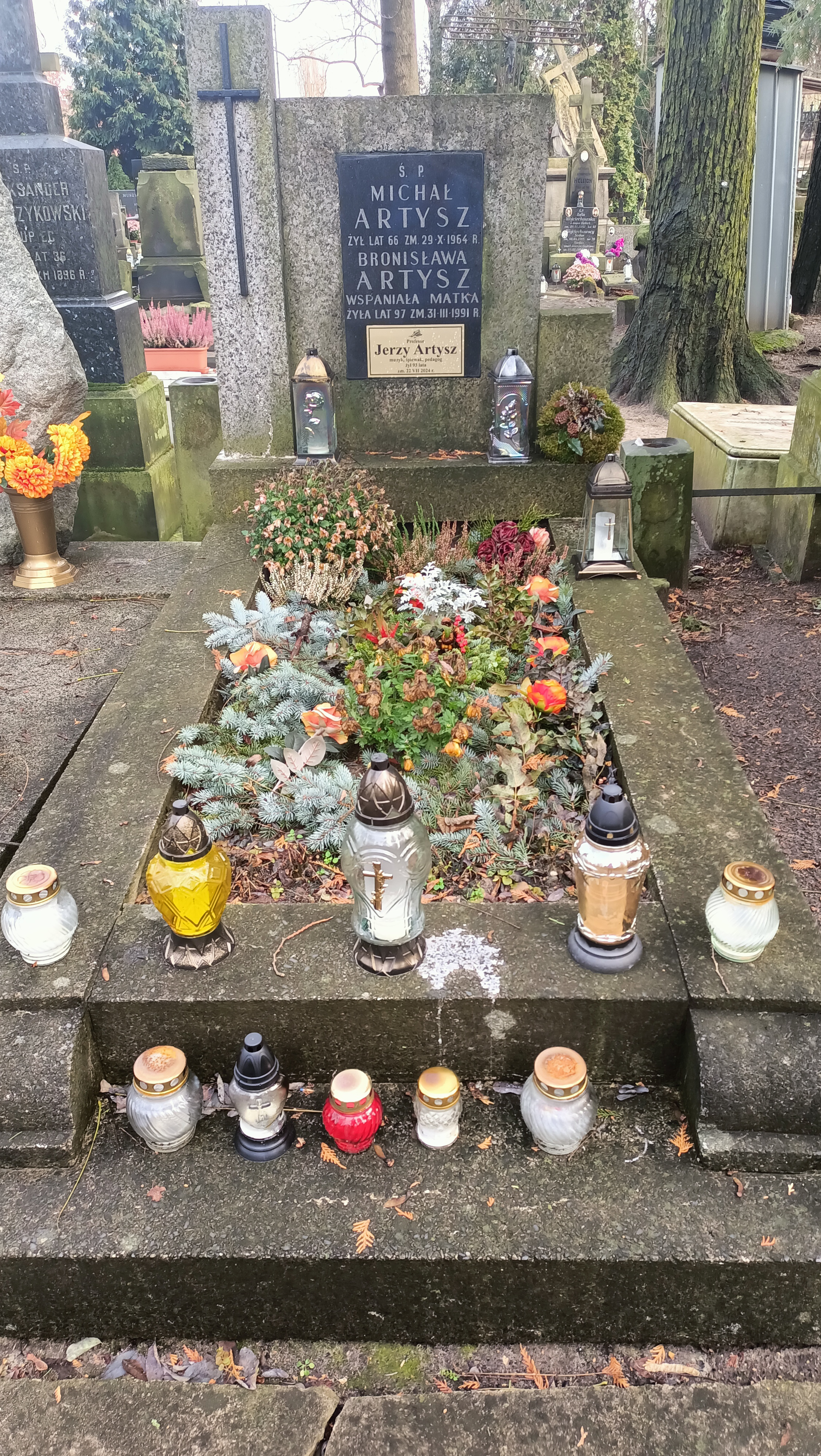
Grób Jerzego Artysza na cmentarzu Powązkowskim w Warszawie

Jerzy Artysz (ur. 18 listopada 1930 w Sochaczewie, zm. 22 lipca 2024 w Warszawie) – polski śpiewak operowy (baryton), pedagog muzyczny.

## Życiorys
Absolwent VI Liceum Ogólnokształcącego im. Tadeusza Reytana w Warszawie (1950 r.). Studiował śpiew pod kierunkiem Marii Halfter i grę na skrzypcach w Państwowej Wyższej Szkole Muzycznej w Warszawie. Klasę śpiewu ukończył z wyróżnieniem w 1959 r. Studia wokalne uzupełnił dwukrotnym kursem u Marii Carbone-Rossini w Mediolanie. Był laureatem międzynarodowych konkursów wokalnych w Moskwie (1957 r.), ’s-Hertogenbosch (1958 – wyróżnienie), Tuluzie (1959 r.) i Genewie (1960 r. – II nagroda).
Debiutował jako student na scenie operowej w Łodzi, z którą współpracował w latach 1958–1963. W okresie 1964–1990 był solistą Teatru Wielkiego w Warszawie, później poświęcił się pracy pedagogicznej za granicą. Współpracował również z Warszawską Operą Kameralną.
Koncertował w wielu państwach Europy, a także w Izraelu, Kanadzie i USA. Współpracował z wybitnymi dyrygentami i występował z wieloma znakomitymi śpiewakami. W 1986 kreował partię Edypa w prapremierze opery Edyp i Jokasta Josepa Solera w Teatro Liceu w Barcelonie.
Wykonywał partie wokalne Jozuego w filmie muzycznym Jutro (1973 r.) w reż. Bogdana Hussakowskiego.
Od 1975 był profesorem w Akademii Muzycznej w Warszawie. Zapraszany był jako juror międzynarodowych konkursów wokalnych w Barcelonie, Busseto, Genewie i Tuluzie. W latach 1990–1994 był dyrektorem artystycznym Escola d’Opera (szkoły operowej) w Barcelonie. Członek Polskiego Stowarzyszenia Pedagogów Śpiewu.
Pochowany na cmentarzu Powązkowskim w Warszawie (kwatera 31-wprost-6-16).

## Odznaczenia
- Krzyż Oficerski Orderu Odrodzenia Polski (12 lutego 2010)[10][11],
- Złoty Medal „Zasłużony Kulturze Gloria Artis” (20 września 2011)[12],
- Medal Polonia Mater Nostra Est (2003).
- Złota odznaka honorowa „Za Zasługi dla Warszawy”  (1989)[13]

## Nagrody i wyróżnienia
- 1979 r. – Nagroda Związku Kompozytorów Polskich za wybitne osiągnięcia artystyczne w dziedzinie wokalistyki oraz za wielki wkład w propagandę muzyki współczesnej w kraju i za granicą,
- 1981 r. – Nagroda Ministra Kultury i Sztuki II stopnia za osiągnięcia artystyczne w dziedzinie wokalistyki ze szczególnym uwzględnieniem roli Dzaresa w operze Paria Stanisława Moniuszki w Teatrze Wielkim w Warszawie,
- 2004 r. – Nagroda „Orfeusza” przyznana przez Stowarzyszenie Polskich Artystów Muzyków za najlepsze wykonanie dzieła polskiego kompozytora podczas Festiwalu „Warszawska Jesień” (Ładnienie Pawła Mykietyna),
- 2005 r. – Dyplom uznania Ministra Kultury z okazji Dnia Artysty Śpiewaka,
- 2006 r. – Nagroda „Ariona” przyznana przez Sekcję Teatrów Muzycznych, Opery, Operetki, Baletu i Musicalu ZASP za całokształt twórczości scenicznej w dziedzinie teatru muzycznego.

## Spektakle (wybór)
- 1957, 1963 – Carmen jako Morales
- 1960, 1971 – Cyrulik sewilski jako Figaro
- 1960 – Faust jako Walentyn
- 1961 – Casanova jako Hr. Ksawery Branicki
- 1962 – Opowieści Hoffmanna jako Schlehmil
- 1962, 1967 – Cyganeria jako Marceli
- 1962 – Pajace jako Silvio
- 1963 – Telefon, czyli miłość we troje jako Jan
- 1967 – Bunt żaków jako Tomasz Kurzelowita
- 1967, 1968 – Eugeniusz Oniegin jako Eugeniusz Oniegin
- 1968 – Madame Butterfly jako Sharpless
- 1970 – Wesele Figara jako hrabia Almaviva
- 1972 – Straszny dwór jako Maciej
- 1974 – Tannhäuser jako Wolfram von Eschenbach
- 1974 – Chłopi jako Antek
- 1975, 2003 – Falstaff jako Falstaff
- 1978 – Edyp jako Edyp
- 1980 – Paria jako Dżares
- 1982 – Manekiny jako Jakub
- 1984 – Poławiacze pereł jako Zurga
- 1985 – Macbeth jako Macbeth
- 1986 – Aida jako Amonastro
- 1987 – Traviata jako Georges Germont
- 1987 – Mistrz i Małgorzata jako Piłat; Iwan Groźny
- 1988 – Dama pikowa jako książę Jelecki
- 1989 – Zmierzch bogów jako Gunter
- 2001 – Ignorant i szaleniec jako ojciec
- 2007 – Henryk VI na łowach jako król Henryk VI